# Dálnice A9 (Chorvatsko)
Dálnice A9 v Chorvatsku spojuje města Pula a Umag a potažmo tak Istrii s přímořskou částí Slovinska. Spolu s dálnicí A8 tvoří tzv. Istrijský ypsilon.

## Trasa dálnice
Dálnice začíná u města Pula, na jihu Istrijského poloostrova a vede na sever, u obce Kanfanar je na ni napojena dálnice A8, vedoucí do Rijeky. Dále na sever pokračuje A9 až téměř ke slovinským hranicím. Spojuje italský Terst a Slovinsko s Istrií a především v turistické sezoně je hojně využívána turisty ze střední a západní Evropy.